# لاکهید مارتین اسپیس سیستمز
لاکهید مارتین اسپیس سیستمز (انگلیسی: Lockheed Martin Space Systems) یکی از چهار زیرمجموعه اصلی لاکهید مارتین است. دفتر مرکزی این شرکت در دنور، کلرادو قرار دارد و شعبه‌هایی در سانی‌ویل، کالیفرنیا، سانتا کروز، کالیفرنیا، هانتسویل، آلاباما و برخی نقاط دیگر در ایالات متحده و بریتانیا دارد. لاکهید مارتین اسپیس سیستمز در حال حاضر حودد ۱۶۰۰۰ کارمند دارد و مهم‌ترین محصولات آن ماهواره‌های نظامی و تجاری، کاوشگرهای فضایی، سامانه‌های دفاع موشکی، فضاپیمای اوریون ناسا و مخزن خارجی شاتل فضایی است.